# Shnit
Das shnit worldwide shortfilm festival ist ein gemeinsam ausgerichtetes internationales Kurzfilmfestival in der Schweiz, Deutschland und seit 2011 auch in weiteren Ländern wie Südafrika, Russland, China und Costa Rica. Es findet jeden Oktober in Bern, Buenos Aires, Kairo, Kapstadt, Hong Kong, Moskau, San José und New York statt.

## Geschichte
Das Festival wurde 2003 in Bern unter dem Namen shnit Kurzfilmnächte im Kino des Kulturzentrums Reithalle ins Leben gerufen. Aus dem zweitägigen Event für Kurzfilme aller Genres entwickelte sich in der Folgezeit ein mehrtägiges Festival mit einer internationalen Preisausschreibung, zahlreichen Spezialwettbewerben und einem breiten Rahmenprogramm mit Workshops und öffentlichen Filmtalks.
Seit 2005 findet das Internationale Kurzfilmfestival shnit jeweils im Oktober im Progr und in verschiedenen Kinos der Berner Innenstadt statt. Seit dem Jahr 2007 ist das Internationale Kurzfilmfestival shnit auch Austragungsort der Slam-Movie-Night. Mit über 15'000 Besuchern war das Festival bereits im Jahr 2008 das besucherstärkste Kurzfilmfestival der Schweiz, ausgestattet mit den höchsten Preisgeldern bei Filmfestivals in der Schweiz. Im Jahr 2009 zeigte das Internationale Kurzfilmfestival shnit sein Programm erstmals zeitgleich in Bern (CH) und Köln (D) vor insgesamt 22.000 Besuchern. 2010 kam Kapstadt als dritter Austragungsort hinzu, 2011 zusätzlich, Wien, Singapur und San José (Costa Rica).

## Ausrichtung und Programm
Der Fokus des Internationalen Kurzfilmfestivals shnit liegt auf Kurzfilmen aller Art. Im Programm werden Werke unterschiedlichster Techniken und Gattungen in gemeinsamen Programmblöcken gezeigt.
Im Zentrum des Festivals steht der internationale Wettbewerb shnit-Open. Dazu hat jeder Standort einen nationalen Wettbewerb wie etwa der made in germany und der swissmade-Preis. Die Preisgeldsumme betrug 2011 über 32.000 EURO (42.000 CHF).
Neben den Wettbewerben zeigt das Internationale Kurzfilmfestival shnit verschiedene themenbezogene Spezialprogramme. 2009 gab es neben shnit Hits wie feel good oder shnit animiert unter anderem Programme mit den Schwerpunkten Schweden, Köln und Bern und weitere Reihen mit Themenbezug wie beispielsweise Dokumentar-Kurzfilme, Experimentelles oder schwul-lesbisches Kino zu sehen. Für Kinder ist jedes Jahr mit der Zauberlaterne ebenfalls ein Spezialprogramm im Angebot.
Im Rahmenprogramm bietet das Internationale Kurzfilmfestival shnit Workshops, Diskussionsforen und Auftrittsmöglichkeiten für lokale Filmschaffende.
Seit dem Jahr 2007 findet am shnit Kurzfilmfestival außerdem der REALTIME Filmwettstreit statt, der seit 2009 auch in Köln ausgetragen wird.

## Preise und Preisträger
Neben dem Publikumspreis wird im internationalen Wettbewerb shnit-Open seit 2005 ein Jurypreis und seit 2007 zusätzlich der Swiss Award für die beste Schweizer Produktion vergeben. Seit 2008 vergibt die Jury im internationalen Wettbewerb in drei Kategorien erste Preise. 2009 kam der German Award für den besten deutschen Kurzfilm dazu.
| Jahr | Film                     | Regie                      |
| ---- | ------------------------ | -------------------------- |
| 2003 | Metal King               | Thomas Gerber (CH)         |
| 2004 | Right Here, Right Now    | Anand Gandhi (IN)          |
| 2005 | Breaking the Rules       | Gregor Ehrler (DE)         |
| 2006 | Pizza Amore              | Achim Wendel (DE)          |
| 2007 | Il neige à Marrakech     | Hicham Alhayat (CH)        |
| 2008 | Antje und wir            | Felix Stienz (DE)          |
| 2009 | Szalontüdo               | Márton Szirmai (HUN)       |
| 2010 | Los Gritones             | Roberto Pérez Toledo (ESP) |
| 2011 | Guet-Apens               | Michael Barocas (FR)       |
| 2012 | Qual queijo você quer?   | Cíntia Domit Bittar (BR)   |
| 2013 | La Prima Legge Di Newton | Piero Messina (IT)         |

| Jahr    | Film               | Regie                    |
| ------- | ------------------ | ------------------------ |
| 2005    | Nassrasur          | Boris Schaarschmidt (DE) |
| 2006    | Dachau bei München | Frederik Ring (DE)       |
| 2007    | Fair Trade         | Michael Dreher (DE)      |
| ab 2008 | neue Kategorien    | siehe unten              |

| Jahr | Film                              | Regie                   |
| ---- | --------------------------------- | ----------------------- |
| 2007 | Rasende Liebe                     | Jonas Meyer (CH)        |
| 2008 | Nachglühen                        | Lisa Blatter (CH)       |
| 2009 | Las Pelotas                       | Chris Niemeyer (CH)     |
| 2010 | Yuri Lennon’s Landing on Alpha 46 | Anthony Vouardoux (CH)  |
| 2011 | Bam Tschak                        | Marie-Elsa Sgualdo (CH) |

| Jahr | Film         | Regie                  |
| ---- | ------------ | ---------------------- |
| 2009 | Amoklove     | Julia C. Kaiser (DE)   |
| 2010 | Urs          | Moritz Mayerhofer (DE) |
| 2011 | Pärchenabend | Hardi Sturm            |

Die Jurypreise in den drei nach Filmlänge abgestuften Kategorien SMART JOE, MAGIC JACK und LONG JOHN:
| Jahr | Film                   | Regie                 |
| ---- | ---------------------- | --------------------- |
| 2008 | Three Angels           | Yulia Ruditskaya (BY) |
| 2009 | Terminal Communication | Michael Fortune (IRL) |
| 2010 | Alpha                  | McCoy Sanford (CH)    |
| 2011 | 15 Summers later       | Pedro Collantes (ESP) |

| Jahr | Film                                   | Regie                 |
| ---- | -------------------------------------- | --------------------- |
| 2008 | The Facts in the Case of Mister Hollow | Rodrigo Gudiño (CA)   |
| 2009 | Photograph Of Jesus                    | Laurie Hill (GB)      |
| 2010 | Diplomacy                              | Jonathan Goldman (US) |
| 2011 | Der Besuch                             | Conrad Tambour (DE)   |

| Jahr | Film                         | Regie                |
| ---- | ---------------------------- | -------------------- |
| 2008 | Ich träume nicht auf Deutsch | Ivana Lalovic (CH)   |
| 2009 | Ba-derech le Tel-Aviv        | Khen Shalem (ISR)    |
| 2010 | The Light of Family Burnam   | Marshall Axani (CA)  |
| 2011 | El Somriure Amagat           | Ventura Durall (ESP) |